# Équipe du Mozambique de football à la Coupe d'Afrique des nations 2023
L'équipe du Mozambique de football participe à la Coupe d'Afrique des nations 2023 organisée en Côte d'Ivoire du 13 janvier au 11 février 2024. Il s'agit de la 5e participation des Mambas, emmenés par Chiquinho Conde. Ils sont éliminés au premier tour, après deux matchs nuls et une défaite.

## Qualifications
Le Mozambique est placé dans le groupe L des qualifications qui se déroulent de juin 2022 à septembre 2023. Les Mambas se qualifient en prenant la deuxième place du groupe.
| Rang | Équipe     | Pts | J | G | N | P | Bp | Bc | Diff |  | Résultats (▼ dom., ► ext.) |     |     |     |     |
| ---- | ---------- | --- | - | - | - | - | -- | -- | ---- |  | -------------------------- | --- | --- | --- | --- |
| 1    | Sénégal    | 14  | 6 | 4 | 2 | 0 | 12 | 4  | +8   |  | Sénégal                    |     | 5-1 | 3-1 | 1-1 |
| 2    | Mozambique | 10  | 6 | 3 | 1 | 2 | 8  | 9  | -1   |  | Mozambique                 | 0-1 |     | 3-2 | 1-1 |
| 3    | Bénin      | 5   | 6 | 1 | 2 | 3 | 8  | 9  | -1   |  | Bénin                      | 1-1 | 0-1 |     | 1-1 |
| 4    | Rwanda     | 3   | 6 | 0 | 3 | 3 | 3  | 9  | -6   |  | Rwanda                     | 1-1 | 0-2 | 0-3 |     |

### Statistiques

#### Buteurs
| Buts | Joueurs                                       |
| ---- | --------------------------------------------- |
| 2    | Geny Catamo, Clésio Bauque                    |
| 1    | Stanley Ratifo, Gildo Vilanculos, Guima, Witi |

## Compétition

### Tirage au sort
Le tirage au sort de la CAN 2023 est effectué le 12 octobre 2023 au Parc des expositions d’Abidjan. Le Mozambique, 20e nation africaine au classement FIFA (113e), est placé dans le chapeau 4. Le tirage place les Mambas dans le groupe B avec l'Égypte (chapeau 1, 35e au classement FIFA), le Ghana (chapeau 2, 60e) et le Cap-Vert (chapeau 3, 71e).

### Premier tour
| Rang | Équipe     | Pts | J | G | N | P | Bp | Bc | Diff |
| ---- | ---------- | --- | - | - | - | - | -- | -- | ---- |
| 1    | Cap-Vert   | 7   | 3 | 2 | 1 | 0 | 7  | 3  | +4   |
| 2    | Égypte     | 3   | 3 | 0 | 3 | 0 | 6  | 6  | 0    |
| 3    | Ghana      | 2   | 3 | 0 | 2 | 1 | 5  | 6  | -1   |
| 4    | Mozambique | 2   | 3 | 0 | 2 | 1 | 4  | 7  | -3   |

| 1re journée           | Égypte                          | 2 - 2   | Mozambique                                     | Stade Félix-Houphouët-Boigny, Abidjan         |                                               |
| 14 janvier 2024 17h00 | Mohamed 2e · Salah 90+7e (pen.) | (1 - 0) | 55e Witi · 58e Clésio                          | Spectateurs : 11 933 Arbitrage : Dahane Beida | Spectateurs : 11 933 Arbitrage : Dahane Beida |
| 14 janvier 2024 17h00 | Abdelmonem 75e                  | Rapport | 62e Reinildo Mandava · 72e Guima · 90+12e King | Spectateurs : 11 933 Arbitrage : Dahane Beida | Spectateurs : 11 933 Arbitrage : Dahane Beida |

| 2e journée            | Cap-Vert                         | 3 - 0   | Mozambique | Stade Félix-Houphouët-Boigny, Abidjan         |                                               |
| 19 janvier 2024 14h00 | Bebé 32e · Mendes 51e · Pina 69e | (1 - 0) |            | Spectateurs : 5 794 Arbitrage : Samir Guezzaz | Spectateurs : 5 794 Arbitrage : Samir Guezzaz |
| 19 janvier 2024 14h00 | Cabral 61e                       | Rapport |            | Spectateurs : 5 794 Arbitrage : Samir Guezzaz | Spectateurs : 5 794 Arbitrage : Samir Guezzaz |

| 3e journée            | Mozambique                                         | 2 - 2   | Ghana                                                           | Stade Alassane Ouattara, Abidjan |                           |
| 22 janvier 2024 20h00 | Catamo 90+1e (pen.) · Reinildo 90+4e               | (0 - 1) | 15e (pen.) 70e (pen.) J. Ayew                                   | Arbitrage : Ibrahim Mutaz        | Arbitrage : Ibrahim Mutaz |
| 22 janvier 2024 20h00 | Catamo 31e · Reinildo 66e · Mexer 69e · Nanani 84e | Rapport | 28e Ashimeru · 49e A. Ayew · 58e Baba · 62e Djiku · 84e J. Ayew | Arbitrage : Ibrahim Mutaz        | Arbitrage : Ibrahim Mutaz |

### Statistiques

#### Buteurs
| Buts | Joueurs          | Adversaires |
| ---- | ---------------- | ----------- |
| 1    | Clésio Bauque    | Égypte (1)  |
| 1    | Geny Catamo      | Ghana (1)   |
| 1    | Reinildo Mandava | Ghana (1)   |
| 1    | Witi             | Égypte (1)  |